# Henning Hallström
Henning Hallström, född 11 december 1749 i Danderyds församling, död 16 december 1816 i Lofta församling, Kalmar län, var en svensk präst.

## Biografi
Henning Hallström föddes 1749 i Danderyds församling. Han var son till kyrkoherden Carl Erik Hallström i Örtomta församling och Maria Elisabeth Decker. Hallström blev 1768 student vid Uppsala universitet och avlade 1776 magistergraden. Han prästvigdes 10 april 1778 och blev samma år komminister i Östra Eds församling. Hallström avlade pastoralexamen 5 augusti 1782 och blev 1783 kyrkoherde i Lofta församling. Han blev 1788 kontraktsprost i Norra Tjusts kontrakt. Hallström avled 1816 i Lofta församling.

### Familj
Hallström gifte sig 10 juni 1784 med Elisabet Margareta Stenhammar (1764–1802), dotter till kyrkoherde Adolf Stenhammar i Västra Eds församling och Fredrika de Brenner. De fick tillsammans barnen Maria Sofia Hallström (1785–1811) och biskopen Carl Erik Hallström i Visby stift.